# CNXML
CNXML (Connexions Markup Language) er et opmærkningssprog særligt udviklet til læringsindhold- og materialer. CNXML er en afart af XML (eXstensible Markup Language). Læringsindhold- og materialer dækker for eksempel over læringsobjekter samt medie- og informationsobjekter. 

CNXML er et emneorienteret format, idet organiseringen af indhold sker med udgangspunkt i et afgrænset emne. Udover at være emneorienteret kan CNXML også siges at være dokumentorienteret. 

CNXML har det fællestræk med HTML, at det indeholder en række tags til strukturering. Dette inkluderer eksempelvis tags til sektioner og afsnit. Ydermere indeholder CNXML tags til layout.

## CNXML anvendt på Connexions
Connexions (www.cnx.org) er et online fildelings-repositorie til e-læringsindhold- og materialer. Bag www.cnx.org er Rice University, der startede denne side i 1999.

Ideen bag Connexions er, at læringsindhold- og materialer skal være gratis, hvilket det netop også er. Studerende og undervisere kan derfor hente og udvikle det materiale, de ønsker. Det er primært undervisere der udvikler materiale. 

På hjemmesiden www.cnx.org anvendes primært CNXML til opmærkning af læringsindhold- og materialer. Anvendelsen af dette emneorienterede xml-baserede format gør, at læringsindholdet på www.cnx.org bliver fleksibelt og eksempelvis kan anvendes i andre sammenhænge. Desuden er CNXML relativt nemt til tilgå for nye brugere. 

På www.cnx.org er det muligt at finde e-læringsindhold til såvel børn som til universitetsstuderende.

Centralt ved e-lærings-repositoriet www.cnx.org er desuden, at alt materiale her er underlagt Creative Commons Licens. Creative Commons Licenser giver mulighed for at tilpasse ophavsretten efter behov. Det er således muligt at fraskrive sig en hver form for rettighed. 
| Programmering | Spire Denne artikel om datalogi eller et datalogi-relateret emne er en spire som bør udbygges. Du er velkommen til at hjælpe Wikipedia ved at udvide den. |